# Xenops
Xenops là một chi chim trong họ Furnariidae.